# Starzec wielkolistny
Starzec wielkolistny (Senecio macrophyllus M. Bieb.) – gatunek rośliny z rodziny astrowatych (Asteraceae Dumort.).

## Rozmieszczenie geograficzne
Występuje w Polsce i na Ukrainie. W Polsce znany z trzech stanowisk, położonych koło Tomaszowa Lubelskiego i Chełma.

## Morfologia

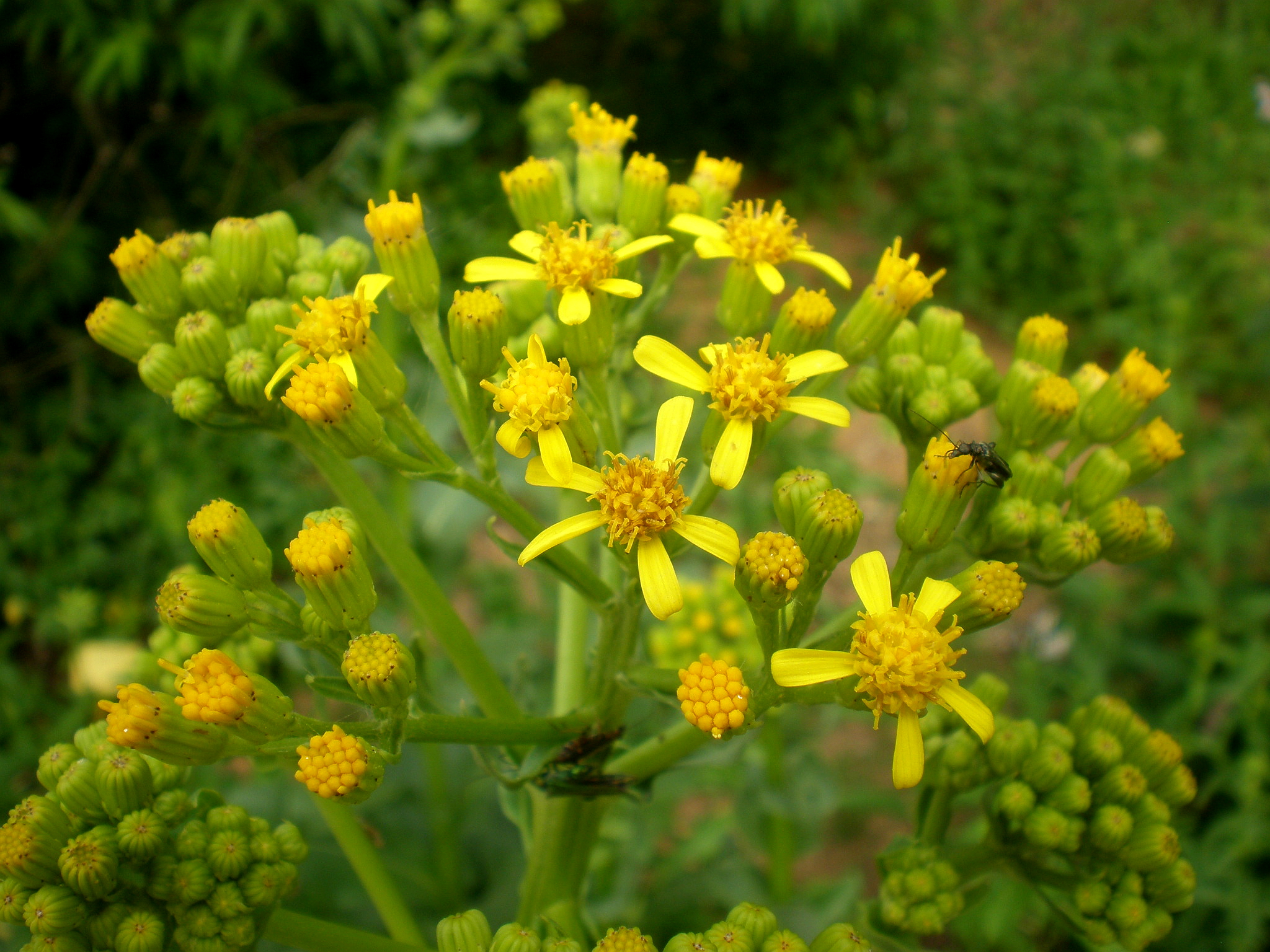
Kwiatostany

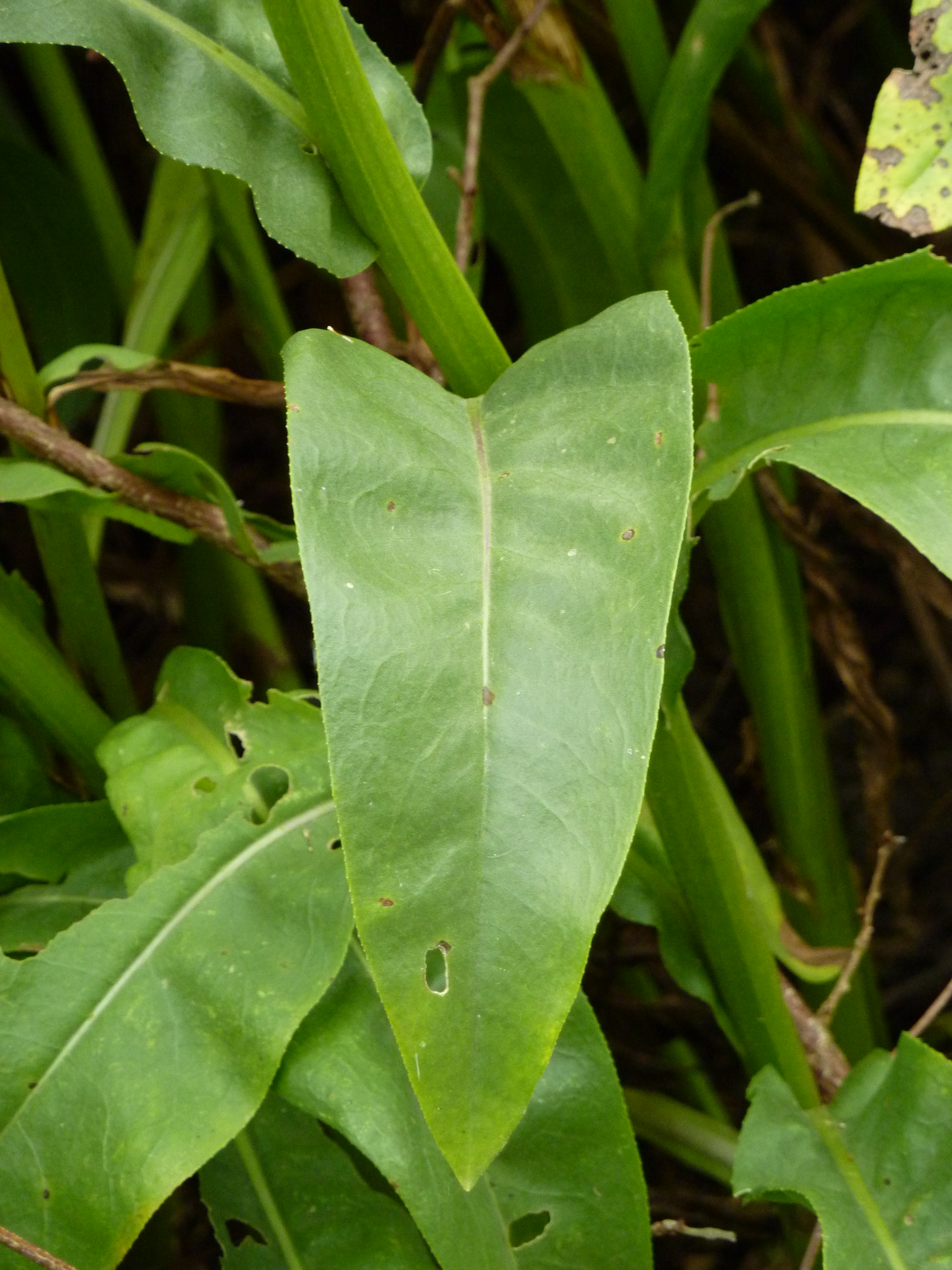
Liść

ŁodygaDo 200 cm wysokości.
LiścieSinozielone, grube, podłużnie lancetowate.
KwiatyŻółte, zebrane w koszyczki o średnicy 7–9 mm, te z kolei zebrane w podbaldach.
OwocNaga, żeberkowana niełupka o długości 3–4 mm.

## Biologia i ekologia
Bylina. Rośnie w murawach kserotermicznych i zaroślach.

## Zagrożenia
Roślina umieszczona na Czerwonej liście roślin i grzybów Polski (2006) w grupie gatunków narażonych na wymarcie (kategoria zagrożenia: V). W wydaniu z 2016 roku otrzymała kategorię EN (zagrożony).
Znajduje się także w Polskiej Czerwonej Księdze Roślin (2001, 2014) w kategorii VU.